# (9226) Arimahiroshi
(9226) Arimahiroshi – planetoida z pasa głównego okrążająca Słońce w ciągu 4 lat i 307 dni w średniej odległości 2,86 j.a. Została odkryta 12 stycznia 1996 roku w obserwatorium Ōizumi przez Takao Kobayashiego. Nazwa planetoidy pochodzi od Hiroshiego Arimę (ur. 1958), architekta projektującego prywatne obserwatoria w Japonii. Przed nadaniem nazwy planetoida nosiła oznaczenie tymczasowe (9226) 1996 AB1.